# Gagea subtilis
Gagea subtilis är en liljeväxtart som beskrevs av Aleksei Ivanovich Vvedensky. Gagea subtilis ingår i Vårlökssläktet och i familjen liljeväxter. Inga underarter finns listade.